# 택시 엔터테인먼트
택시엔터테인먼트는 대한민국의 연예 기획사이다.

## 소속 연예인
- 김보미
- 성하
- 오현웅
- 정혜인
- 전민재
- 주새벽
- 서온

## 전 소속 연예인
- 김옥빈
- 윤시윤
- 윤예주
- 도상우

## 택시엔터테인먼트 관련 기사
- '김현중-윤시윤' "CF는 시청률 순이 아니잖아요"[1]
- 국민 드라마 주인공 윤시윤, CF 성사 없는 이유?[2]
- '김탁구 신드롬' 윤시윤, CF 제의 쇄도해도 `언감생심`[3]
- '몰라보게 달라진' 김옥빈, 3개월에 5kg 감량 "운동 올인!"[4]